# Sphex observabilis
Sphex observabilis är en biart som först beskrevs av Rowland Edwards Turner 1918.
Sphex observabilis ingår i släktet Sphex och familjen grävsteklar. Inga underarter finns listade i Catalogue of Life.